# As Nogais
As Nogais – gmina w Hiszpanii, w prowincji Lugo, w Galicji, o powierzchni 110,34 km². W 2011 roku gmina liczyła 1295 mieszkańców.